# Усишинский сельсовет
Усишинский сельсовет — административно-территориальная единица и муниципальное образование со статусом сельского поселения в Акушинском районе Дагестана Российской Федерации.
Административный центр — село Усиша.

## Население
| 1989  | 2002  | 2010  | 2012  | 2013  | 2014  | 2015  |
| ----- | ----- | ----- | ----- | ----- | ----- | ----- |
| 3675  | ↗4453 | ↘4257 | ↘4175 | ↘4139 | ↘4043 | ↘4020 |
| 2016  | 2017  | 2018  | 2019  | 2020  | 2021  | 2023  |
| ↘4005 | ↘3970 | ↘3946 | ↘3935 | ↘3898 | ↗4299 | ↗4345 |
| 2024  | 2025  |       |       |       |       |       |
| ↗4396 | ↗4415 |       |       |       |       |       |

## Состав
| № | Населённый пункт | Тип населённого пункта       | Население |
| - | ---------------- | ---------------------------- | --------- |
| 1 | Зильмукмахи      | село                         | ↘321      |
| 2 | Усиша            | село, административный центр | ↗3978     |